# Asthma
asthma, właśc. Mateusz Wardyński (ur. 28 kwietnia 2000 w Bielsku-Białej) – polski raper, aktor, performer i autor tekstów.

## Kariera muzyczna
Działalność muzyczną rozpoczął w 2020, wydając anglojęzyczną EPkę „all is love". W tym samym roku opublikował utwory „centrala" i „charakterystyka bloku" oraz podpisał kontrakt z wytwórnią Def Jam Recordings Poland. W 2021 wydał debiutancki album „manifest", który promował singlami „asthmatic", „motobomba", „never forget" i „ostatnia mila".
Tego samego roku zdobył nagrodę Lech Polish Hip-Hop Music Awards w kategorii Odkrycie Roku oraz 1. miejsce w zestawieniu Same Sztosy 2020! Radia Kampus. Po wydaniu debiutanckiego albumu ruszył w dwie klubowe trasy koncertowe „manifest tour 2021" oraz „manifest tour 2022". 
W 2022 zadebiutował na jednych z największych polskich festiwali, zagrał koncerty na OFF Festivalu, Lech Polish Hip-Hop Festival, Męskie Granie, Sun Festival, czy słowackim 4 Brothers Festival oraz wystąpił jako support amerykańskiego rapera Denzela Curry. W tym samym roku opublikował dwa utwory „się zmieniło trochę" i „peto", a premierę miały także piosenki, w których gościnnie wystąpił: „Jak Bocian" Łajzola, „Klasyk" Bonsona i „Liczne Przełomy" Sydoza.
Na początku 2023 opublikował cyfrowo minialbum koncertowy pt. „żyleta live" oraz wydał trzy single: „żyleta", „el ch*po" i „fts", którymi zapowiedział kolejne wydawnictwo. 
W maju 2023 wydał drugi album pt. „nowe życie", a swoją premierę miała również płyta Rosalie. pt. „MOTHERLODE", do której współtworzył teksty. Udzielił się również gościnnie w utworach „Przepraszam" Pauliny Przybysz oraz „Ogród" Kosiego. We wrześniu i październiku odbył trasę koncertową „nowe życie tour", na której promował album, a 13 października opublikował maxi singiel „RUN UP". W 2024 roku asthma został nominowany do nagrody O!lśnienia w kategorii Muzyka Popularna za album "nowe życie". Twórca tego samego roku po raz pierwszy zaprezentował się jako performer w projektach renomowanej artystki Katarzyny Krakowiak-Bałki („Czyszczenie Zachęty”/Zachęta – Narodowa Galeria Sztuki oraz „Keeping flowers alive. Acoustic ikebana”/Sogetsu Foundation - Tokio). W kwietniu 2025 roku asthma wydał swój trzeci solowy album - „ASTHMA", za którego produkcję odpowiadają Wuja HZG, SHDØW, Kuba Karaś i Kuba Więcek – czołowi polscy producenci młodego pokolenia, związani z alternatywą, rapem, elektroniką i jazzem. W trakcie swojej kariery asthma nawiązał współpracę z takimi twórcami jak KRS-One, 1988, HAŁASTRA, Miętha, Łajzol, czy Kacha.

## Kariera aktorska
W 2022 został odtwórcą roli młodego Borixona w teledysku artysty do utworu „Melodyjki", który promował album pt. „Mixed Music Arts". We wrześniu 2023 zadebiutował jako Kuba w trzecim sezonie serialu „Belfer". 

## Dyskografia
| Rok  | Dane dot. albumu                                                                                              |
| ---- | --- |
| 2021 | manifest - Wydany: 21 października 2021 - Wytwórnia: Def Jam Recordings Poland - Format: CD, digital download |
| 2023 | nowe życie - Wydany: 19 maja 2023 - Wytwórnia: Def Jam Recordings Poland - Format: CD, digital download       |
| 2025 | ASTHMA - Wydany: 25 kwietnia 2025 - Wytwórnia: ASTHMA - Format: digital download                              |

| Rok  | Tytuł                   | Album      |
| ---- | ----------------------- | ---------- |
| 2020 | „centrala”              | –          |
| 2020 | „charakterystyka bloku” | –          |
| 2020 | „shut the fuck up”      | manifest   |
| 2020 | „generation of the end” | –          |
| 2021 | „reset (BEZ BIITU)”     | –          |
| 2021 | „asthmatic”             | manifest   |
| 2021 | „motobomba”             | manifest   |
| 2021 | „never forget”          | manifest   |
| 2021 | „ostatnia mila”         | manifest   |
| 2022 | „się zmieniło trochę”   | –          |
| 2022 | „peto”                  | –          |
| 2023 | „żyleta”                | nowe życie |
| 2023 | „el ch*po”              | nowe życie |
| 2023 | „fts”                   | nowe życie |
| 2023 | „RUN UP”                | –          |
| 2025 | „SAM NA SAM”            | ASTHMA     |
|      | „AURA”                  | ASTHMA     |
|      | „NAPIERAM”              | ASTHMA     |

| Rok  | Tytuł                                                                                                  |
| ---- | --- |
| 2020 | all is love - Wydany: 08 lipca 2020 - Wytwórnia: Def Jam Recordings Poland - Format: digital download  |
| 2023 | żyleta live - Wydany: 06 lutego 2023 - Wytwórnia: Def Jam Recordings Poland - Format: digital download |

| Rok  | Utwór                                                         | Album                                               |
| ---- | ------------------------------------------------------------- | --------------------------------------------------- |
| 2021 | „Przypływ” (1988, gościnnie: asthma, Szczyl, DJ Zeten)        | Ruleta                                              |
| 2021 | „Na(sz) głos” (Barto Katt, gościnnie: asthma)                 | Yuppie                                              |
| 2022 | „Jak Bocian” (Łajzol, gościnnie: asthma, FALCON1)             | Łajzol Serious                                      |
| 2022 | „Liczne Przełomy” (Sydoz, gościnnie: asthma, FALCON1)         | Stary nowy rocznik                                  |
| 2022 | „Klasyk” (Bonson, gościnnie: asthma, Emdot, IzabelKa)         | Diabeł Stróż                                        |
| 2023 | „Przepraszam” (Paulina Przybysz, gościnnie: asthma, Miły ATZ) | Wracając                                            |
| 2023 | „Ogród” (Kosi, gościnnie: asthma)                             | To Wydarzyło Się Naprawdę Oprócz Tego, Co Zmyśliłem |
| 2023 | „Światła” (Rosalie., gościnnie: asthma)                       | Motherlode                                          |
| 2024 | „Nowy Numer” (Expo 2000, gościnnie: asthma)                   | ad hoc                                              |

## Trasy koncertowe
- 2021: manifest tour 2021[11]

- 2022: manifest tour 2022[12]

- 2023: nowe życie tour[21]

## Filmografia
Filmy i seriale
- 2023: Belfer jako Kuba

## Nagrody i nominacje
| Rok  | Kategoria | Tytułem    | Nagroda/Konkurs                                | Rezultat  |
| ---- | --------- | ---------- | ---------------------------------------------- | --------- |
| 2021 | Muzyka    | –          | Odkrycie Roku/Lech Polish Hip-Hop Music Awards | Wygrana   |
| 2021 | Muzyka    | –          | Odkrycie Roku/Popkillery                       | Nominacja |
| 2022 | Muzyka    | manifest   | Debiut roku/Lech Polish Hip-Hop Music Awards   | Nominacja |
| 2022 | Muzyka    | –          | Moskity K MAG                                  | Nominacja |
| 2024 | Muzyka    | nowe życie | O!Lśnienia                                     | Nominacja |